# Bezirk Radziechów
Bezirk Radziechów – dawny powiat (Bezirk) kraju koronnego Królestwo Galicji i Lodomerii, funkcjonujący w latach 1854–1867. Siedzibą starostwa było miasteczko Radziechów.

## Historia
Bezirk Radziechów utworzono w ramach reformy uwłaszczeniowej z okresu Wiosny Ludów (1848–1849), która likwidowała jurysdykcję właściciela ziemskiego nad poddanymi. W Galicji, dominium – jako podstawowa jednostka administracyjna i filar systemu feudalnego straciło rację bytu. Konieczne stało się zatem wprowadzenie nowego systemu administracyjnego, którego zręby powstały w latach 1851–1855. Nowy trójstopniowy podział administracyjny objął 21 cyrkułów (niem. Kreise), 179 małych powiatów (niem. Bezirke) i ponad 6000 gmin (niem. Gemeinde).
Bezirk Radziechów objął obszar o wielkości 8,8 mil², zamieszkany przez 20.610 ludzi i podzielony na 28 gmin katastralnych, w tym cztery miasteczka (Chołojów, Radziechów, Stojanów i Witków Nowy). Wszedł w skład cyrkułu złoczowskiego, jako jeden z jego dziesięciu powiatów. Na północy graniczył z Imperium Rosyjskim.
Po nadaniu Galicji autonomii oraz powołaniu samorządu gminnego i powiatowego w 1865 zlikwidowano cyrkuły (Kreise). Dotychczasowe małe powiaty (Bezirke) w liczbie 179, utrzymały się do 1867 roku, kiedy to w następstwie kolejnej reformy administracyjnej (23 stycznia 1867) zostały zastąpione przez 74 większych powiatów. Obszar zniesionego Bezirk Radziechów wszedł wtedy w całości w skład nowego powiatu kamioneckiego. 1 stycznia 1912 wszystkie gminy należące dawniej do Bezirk Radziechów weszły w skład nowo utworzonego powiatu radziechowskiego.

## Podział administracyjny (1854)
| Lp. | Gmina jednostkowa                                  | Powierzchnia | Ludność | Powiat w 1867 po zniesieniu |
| --- | -------------------------------------------------- | ------------ | ------- | --------------------------- |
| 1   | Radziechów (m)                                     | 5604         | 1844    | kamionecki                  |
| 2   | Chołojów (m)                                       | 5795         | 2515    | kamionecki                  |
| 3   | Józefów                                            | 809          | 254     | kamionecki                  |
| 4   | Mierów                                             | 407          | 150     | kamionecki                  |
| 5   | Peratyn                                            | 3662         | 517     | kamionecki                  |
| 6   | Wólka                                              | 725          | 280     | kamionecki                  |
| 7   | Witków Nowy (m)                                    | 2537         | 1243    | kamionecki                  |
| 8   | Witków Stary                                       | 1716         | 599     | kamionecki                  |
| 9   | Płowe                                              | 1533         | 463     | kamionecki                  |
| 10  | Środopolce                                         | 2510         | 519     | kamionecki                  |
| 11  | Tetewczyce                                         | 3807         | 690     | kamionecki                  |
| 12  | Stojanów (m)                                       | 78           | 1662    | kamionecki                  |
| 13  | Ordów                                              | 1261         | 360     | kamionecki                  |
| 14  | Suszno z Zabawą                                    | 5091         | 1259    | kamionecki                  |
| 15  | Tobołów-Heinrichsdorf                              | 5091         | 1259    | kamionecki                  |
| 16  | Stanin-Hanunin                                     | 3045         | 709     | kamionecki                  |
| 17  | Pawłów                                             | 3724         | 562     | kamionecki                  |
| 18  | Niestanice                                         | 6595         | 844     | kamionecki                  |
| 19  | Krzywe                                             | 3054         | 826     | kamionecki                  |
| 20  | Dmytrów                                            | 3381         | 1240    | kamionecki                  |
| 21  | Ohladów                                            | 3741         | 871     | kamionecki                  |
| 22  | Opłucko                                            | 2028         | 548     | kamionecki                  |
| 23  | Huta Szklana                                       | 2028         | 548     | kamionecki                  |
| 24  | Manastyrek i Majdan Nowy                           | 1183         | 395     | kamionecki                  |
| 25  | Niwice, Pustelniki, Huta Stara, Majdan i Maziarnia | 4852         | 1108    | kamionecki                  |
| 26  | Wolica Baryłowa                                    | 1740         | 400     | kamionecki                  |
| 27  | Sieńków z Dąbrową                                  | 2115         | 373     | kamionecki                  |
| 28  | Mukanie                                            | 1508         | 379     | kamionecki                  |

Objaśnienie:
(M) = miasto; (m) = miasteczko